# Richard Wallace
Richard Wallace (Londres, 21 de junho de 1818 - Paris, 20 de julho de 1890) foi um colecionador de obras de arte, filantropo britânico e fundador do museu nacional de arte em Londres, conhecido como Coleção Wallace. Vivendo em Paris, doou em 1872 mais de cem fontanários, conhecidos como Fontes Wallace, para cidades como Paris, Lisburn, Lisboa e Rio de Janeiro. Juntamente com a sua amante, Apollonie Sabatier, também conhecida como "Madame Sabatier", foi uma das mais conhecidas personalidades do cenário artístico e boémio da cidade de Paris durante o século XIX.

## Biografia
Filho ilegítimo de Richard Seymour-Conway, então Visconde de Beauchamp, e de Agnes Jackson, Richard Wallace nasceu a 21 de junho de 1818, em Londres, tendo sido registado inicialmente como filho de pai incógnito. Devido a este facto, Richard recebeu apenas o apelido Jackson, sendo lhe escondida a sua verdadeira filiação pela sua mãe que receava que este sofresse pela má reputação de Richard Seymour-Conway. Posteriormente, quando este tinha seis anos de idade, ao descobrir da existência do seu neto, a sua avô paterna Maria Seymour-Conway, Marquesa de Hertford, encarregou-se de o educar e o levou para Paris, onde este viveu com ela e o seu tio, Lord Henry Seymour, convencido de que os actos desta se tratavam de uma acção de beneficência. Anos mais tarde, enquanto já trabalhava como secretário para o seu pai em Paris e após este ter herdado o título de Marquês de Hertford, foi lhe finalmente revelada toda a verdade, sendo pouco depois baptizado pela Igreja Anglicana com o apelido Wallace.
Em 1870, após a morte do seu pai, não existindo herdeiros legítimos, o seu primo Francis Seymour herdou o título de 5º Marquês de Hertford, enquanto Richard Wallace herdou várias propriedades da sua família paterna em França, Inglaterra e Irlanda do Norte, assim como uma extensa colecção de arte europeia, casando-se a 15 de fevereiro de 1871 com Julie Amélie Charlotte Castelnau, filha do oficial militar francês Bernard Castelnau e conhecida desde então como Lady Wallace.
Benemérito e com uma recém obtida fortuna, durante o cerco de Paris de 1870 a 1871, devido à Guerra Franco-Prussiana, o filantropo inglês financiou a compra de duas ambulâncias, presidiu uma associação britânica de caridade e assistência ao povo francês e doou mais de 4 mil libras para a criação de abrigos para as vítimas da guerra, tendo ainda financiado a reconstrução da Igreja Protestante de Neuilly-sur-Seine em 1872.
Tornando-se num dos nomes mais conhecidos durante esse período, o filantropo foi condecorado pela Ordem Nacional da Legião de Honra, recebeu o título de Baronete pela Rainha Victoria do Reino Unido e expandiu a colecção de arte herdada do seu pai, tornando-se num dos mais ricos mecenas e mais conhecidos boémios de Paris durante o século XIX, tendo ainda participado em diversos salões, organizados pela sua amante e musa de artistas Apollonie Sabatier.
Conhecido pelas suas acções de caridade e apoio às artes, doou 50 fontanários, conhecidos posteriormente como Fontes Wallace, por várias cidades do mundo, financiou a construção do Wallace Park em Lisburn, administrou a National Portrait Gallery e a National Gallery de Londres, foi nomeado presidente honorário do Museu de Ipswich em 1874 e comissionou a Exposição de Paris de 1878, tendo ainda entrado na política ao desempenhar como membro do parlamento de Lisburn de 1873 a 1885.
Retirando-se para Bagatelle nos últimos anos da sua vida, Richard Wallace faleceu a 20 de julho de 1890, com 72 anos de idade, deixando todas as suas poses para a sua esposa Julie Amélie Wallace, que após a sua morte as doou para a criação do museu de Londres conhecido como Coleção Wallace. Foi sepultado no jazigo da sua família paterna no cemitério Père-Lachaise, em Paris, ao lado do seu tio Lord Henry Seymour. 

## Galeria

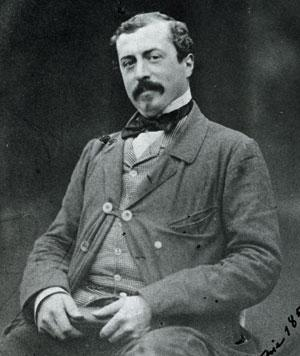
Sir Richard Wallace
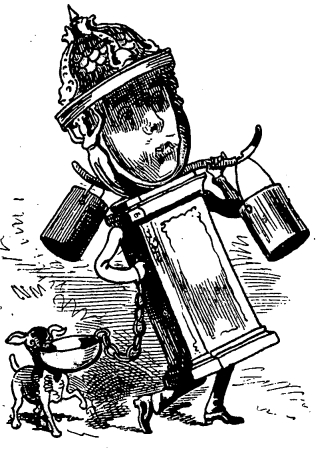
Caricaturado como uma Fonte Wallace, por Georges Lafosse
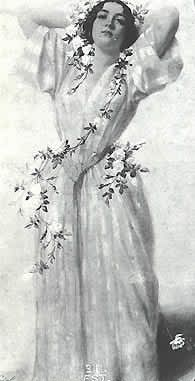
Apollonie Sabatier

## Algumas fontes Wallace pelo mundo

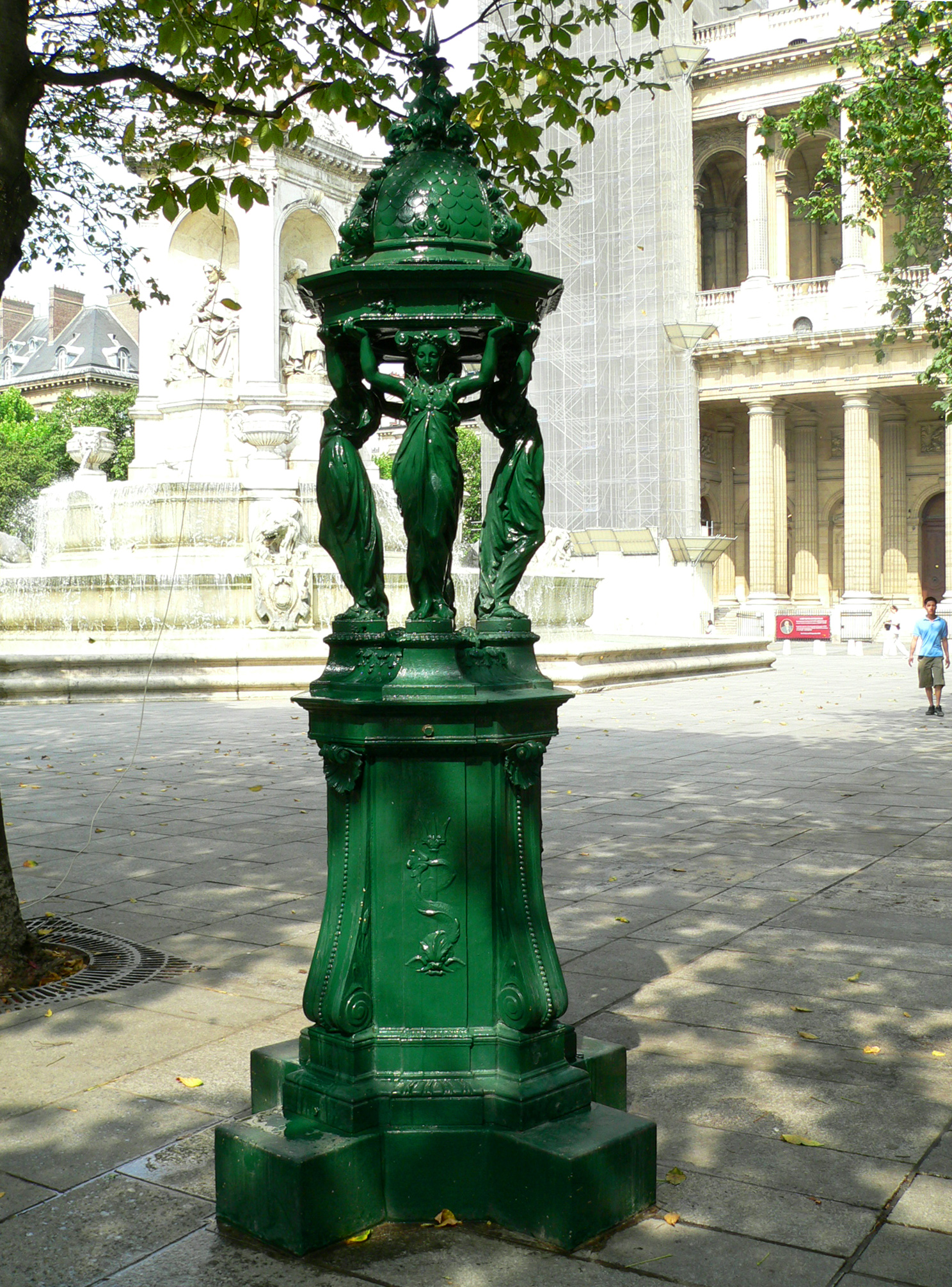
Em Paris
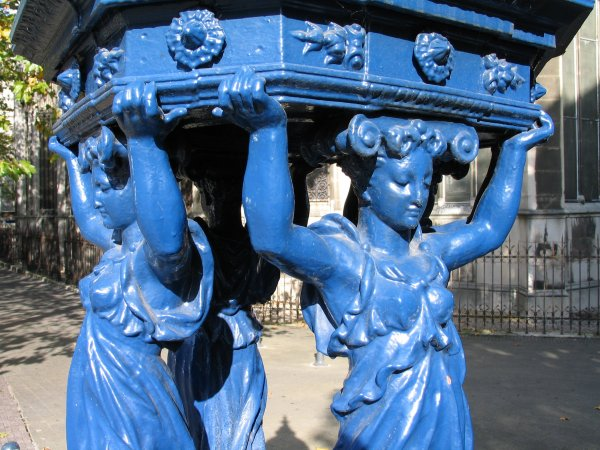
Fonte Wallace, em Nancy
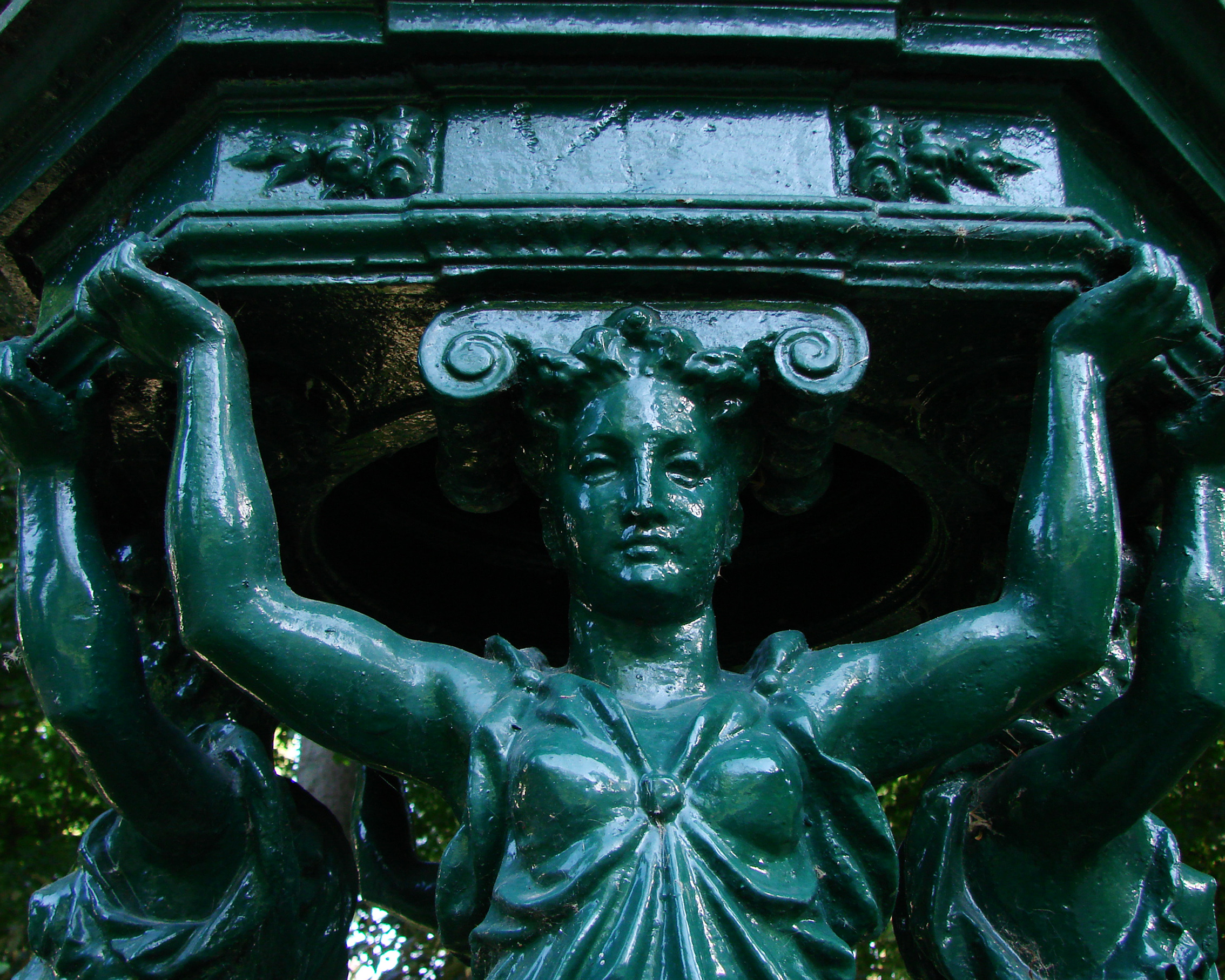
Fonte Wallace, em Reims
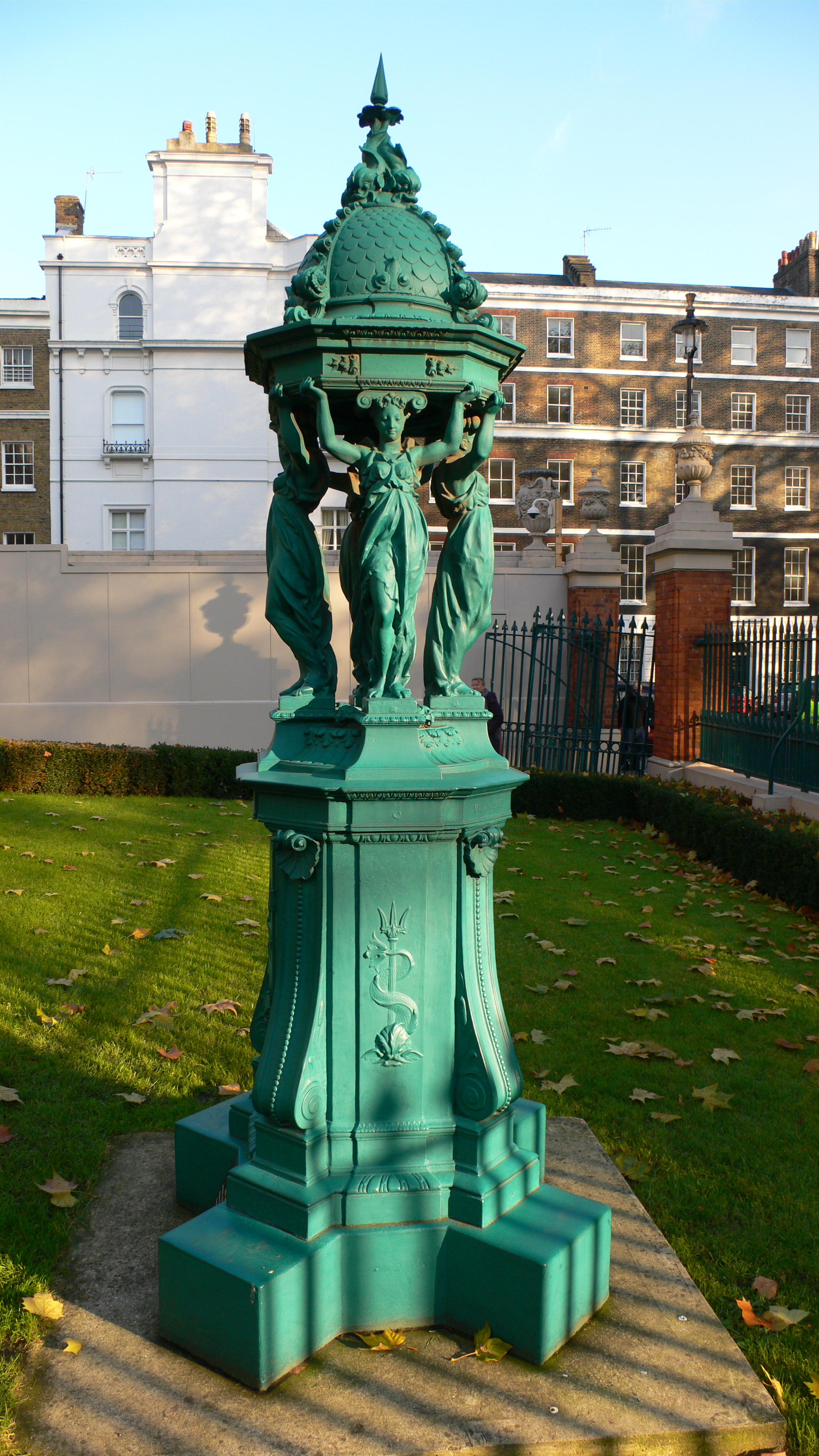
Manchester Square, em Londres, perto da Hertford House, sede da Coleção Wallace